# 大友氏 (古代)
大友氏（おおともうじ）は、「大友」を氏の名とする氏族。
古代日本の近江国とその周辺に住んだ氏族。姓（カバネ）は村主、曰佐、史、連、宿禰、漢人があり、無姓の者もある。また大友を称する姓には、大友部（史）氏、西大友（村主）氏、複姓である大友民（曰佐）氏、大友桑原（史）氏、大友但波（史）氏があった。百済人の後裔と称した。

## 概要

### 大友村主
大友村主は一説では仁徳天皇の時代に阿智使主とともに日本に渡来した帝利を祖とする。恐らく、近江朝廷における大友皇子（弘文天皇）の主たる支持勢力を成したと推察される。
この系統からは大友広公・人主ら外位（いずれも外従五位下）の下級官人や、歌人の大友黒主が出た。また、平安時代に、787年（延暦6年）大友広道が志賀忌寸の氏姓を、837年（承和4年）大友弟継は蕃良宿禰の氏姓を賜与された。

### 大友氏
大友曰佐は、大友漢人の中で通訳を務めた者の後裔とされる。この系統からは大友民（曰佐）氏が出た。氏人には787年（延暦6年）志賀忌寸姓を賜与された大友民龍人がいる。
大友連・大友宿禰は、元は大友村主・大友漢人姓であったが、連・宿禰姓を賜与された者とされる。
大友部史は、大友部（大友漢人で組織された品部）の伴造氏。758年（天平宝字2年）に、後述の大友桑原史・大友史等とともに、桑原直姓を賜与された。
大友桑原史は、桑原史と同族。『新撰姓氏録』左京諸藩上・漢に「出自漢高祖七世孫万徳使主也」とみえ、『新撰姓氏録』摂津国諸藩・高麗に「高麗国人万徳使主之後也」とある万徳使主（万得使主）を祖とする。祖は高麗国人である。孝日王を阿知使主の後裔とし、坂上首名の子とする系図と東漢真咋の子とする系図がある。

### 百済系大友氏
大友史は、百済人の白猪奈世の後裔とされる。